# 西垣内堅佑
西垣内 堅佑（にしがいと けんすけ、1942年2月13日- 2014年2月26日）は、日本の弁護士。北海道北見市出身。東京弁護士会に所属。弁護士登録番号は、12083。北海道出身。
1970年代に学生運動の事件に多く携わった。警視総監公舎爆破未遂事件では被告人5人全員の無罪を勝ち取った。
共謀罪の新設に反対した。
アイヌ人の殺人事件を扱ったことから、縄文文化に興味を持ち、縄文文化についての活動を行うようになった。
新宗教ワールドメイトの顧問弁護士を務め、ワールドメイト教祖の深見東州が会長になっている特定非営利活動法人国際縄文学協会代表者 理事長など、深見が開設した団体の役員を務めていた。

## 著作
- 『魅せられてフリークス：時を撃て「肉体の貴族」』（秀英書房／1982年／共著）
- 『憲法』（現代書館／1983年）
- 『六法全書をひっさげて縄文人が来た』（現代評論社／1985年）

## 論文
1. 西郷隆盛と縄文のこころ（日本主義2008夏号 No.2）
2. 坂本龍馬の夢と真実（日本主義2008秋号 No.3）
3. 人殺しの武器をつくらず自然と共生した縄文の民 〃
4. 京都というトポスの魔力（日本主義2008冬号 No.4）
5. 地球温暖化論と「儲け話」 〃
6. 箱館が惹き寄せたラストサムライ（日本主義2009春号 No.5）
7. やがて世界は日の本縄文に帰る 〃
8. 早く来過ぎてしまった男 河井継之助（日本主義2009夏号 No.6）
9. 資本主義文明の危機の今こそ、縄文文化を見直す時代 〃
10. 世界ぶらぶら縄文探求漫遊紀（日本主義2009秋号 No.7）
11. 世界大恐慌－資本主義の終焉をどのように生きるか 〃
12. シベリア－北方文化圏と縄文文化（日本主義2009冬号 No.8）
13. 《対談》いまこそ、日本文明の再発見と世界への発信を 〃
14. 大転換の時代、縄文革命がやってくる（日本主義2010春号 No.9）
15. 小泉改革でも太刀打ちできない!?時代の大転換期にどう対処すべきか（月刊タイムス2001年10月号）
16. さようなら“菩薩”遠藤誠さん 反権力弁護士の思想と提言（月刊タイムス2002年4月号）
17. アメリカに原爆投下の謝罪を求める 戦争の早期終結という理論は米の詭弁だ（月刊タイムス2005年10月号）
18. 米国に奪われる日本の「国富」（月刊タイムス2006年2月号）
19. ハイテク縄文文化こそ世界永久平和への道（月刊タイムス2007年5月号）
20. アメリカ流資本主義の崩壊で求められる日本文化の継承・発展（月刊タイムス2008年4月号）
21. 強欲資本主義を超える道（月刊タイムス2009年2月号）
22. 世界大恐慌と日本の好機（月刊タイムス2009年8月号）
23. 縄文革命の狼煙をあげよう（月刊タイムス2010年1月号）